# Бухловка (Калужская область)
Бу́хловка — деревня в Жуковском районе Калужской области, в составе сельского поселения «Деревня Чубарово».

## Этимология
Бухловка или Бухоловка — вероятно речка, «бух» — быстрина и глубина в речке, например под мельницей.

## География
Расположена на севере Калужской области, на берегах реки Бухловки, у федеральной автодороги А-130 на административной границе Калужской области и Новой Москвы. Рядом деревни Чубарово и Папино.

## Население
| 2002 | 2010 |
| ---- | ---- |
| 334  | ↘310 |

## История
В 1782 году деревня Боровского уезда, Марии Родионовны Абрашевой, Петра Васильевича Салтыкова, на левом берегу речки Бухловки.
В 1913 году деревня Бухо́ловка входила в состав Чубаровской волости Боровского уезда Калужской губернии и в ней проживало 89 человек.
В декабре 1918 года Бухловка и ещё несколько населённых пунктов Чубаровской волости были переданы в состав Наро-Фоминского уезда Московской губернии.
с 1 октября 1929 года в составе Центрально-Промышленной области РСФСР, а с 3 июня 1929 года — Московской области. Впоследствии, как населённый пункт Угодско-Заводского района деревня вошла в состав образованной 5 июля 1944 года Калужской области.
В годы Великой Отечественной войны Бухловка была оккупирована войсками Нацистской Германии с начала октября по конец декабря 1941 года. Находясь на линии фронта, деревня и близлежащие населённые пункты по несколько раз переходили из рук в руки. Передовые части противника пытались прорвать рубеж обороны советских войск на реке Наре. Нескольким танкам удалось прорваться и подойти к южным окраинам Каменки, но они были остановлены и уничтожены огнём батареи ПТО. Все 24 дома, находившиеся в Бухловке до войны, были разрушены.

## Объекты историко-культурного наследия
- Братская могила воинов, погибших в годы Великой Отечественной войны. Захоронение расположено в центре деревни и возникло в 1941 году. Здесь были захоронены останки красноармейцев из 5-го корпуса ВДВ и 53-й стрелковой дивизии.  Всего в могиле покоится прах 195 советских воинов[8].